# Chevrolet Onix

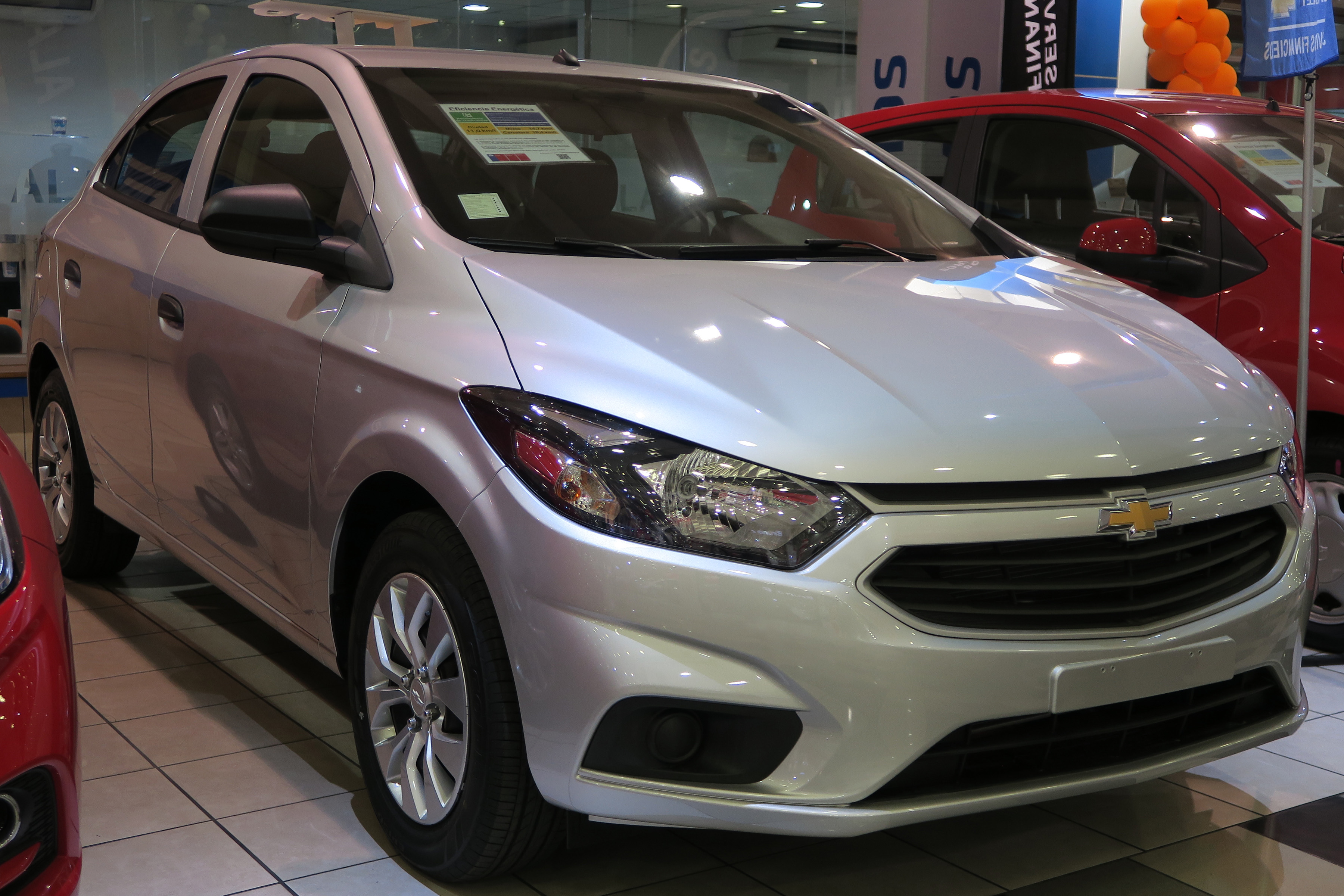
Chevrolet Onix de primeira geração

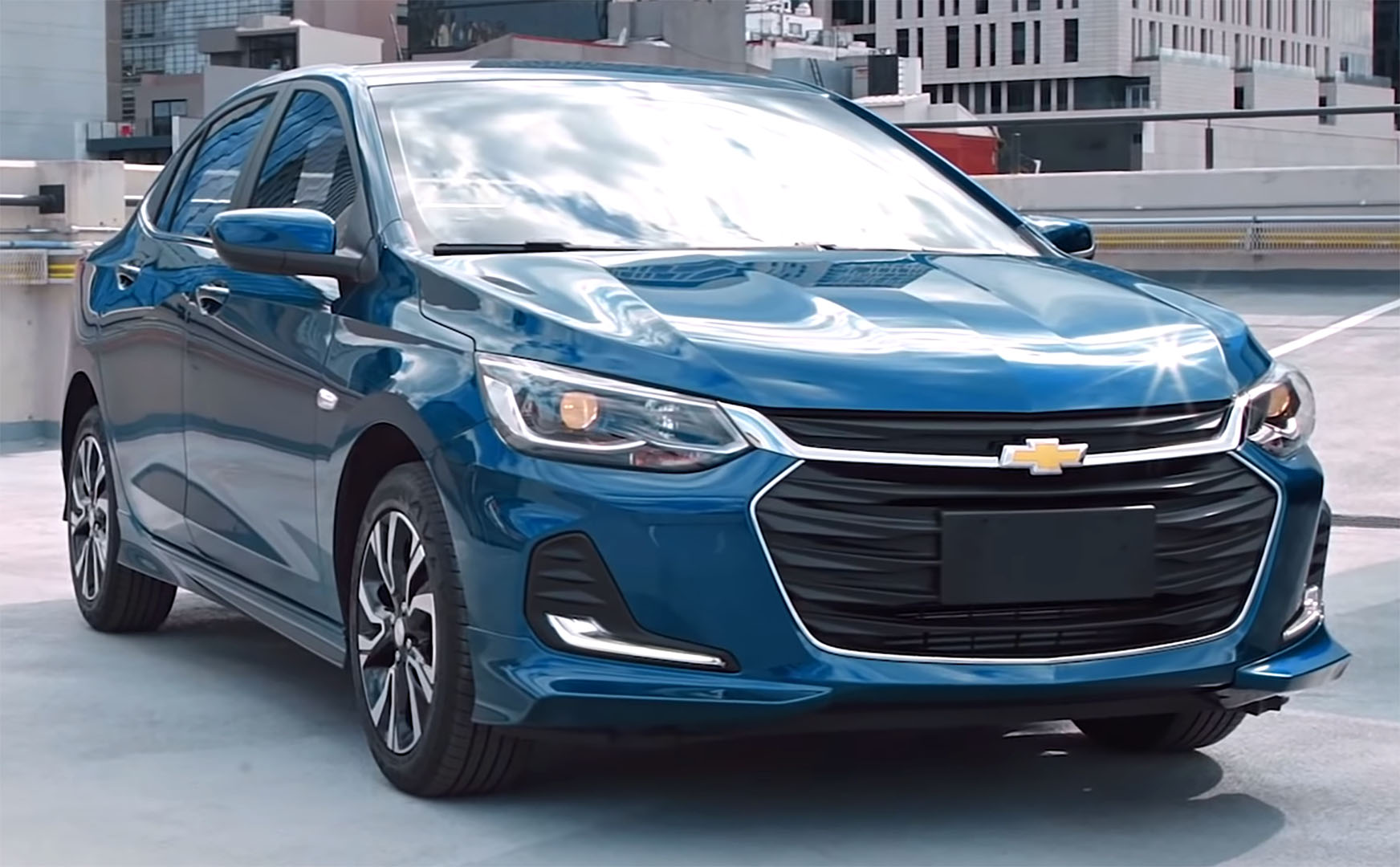
Chevrolet Onix de segunda geração

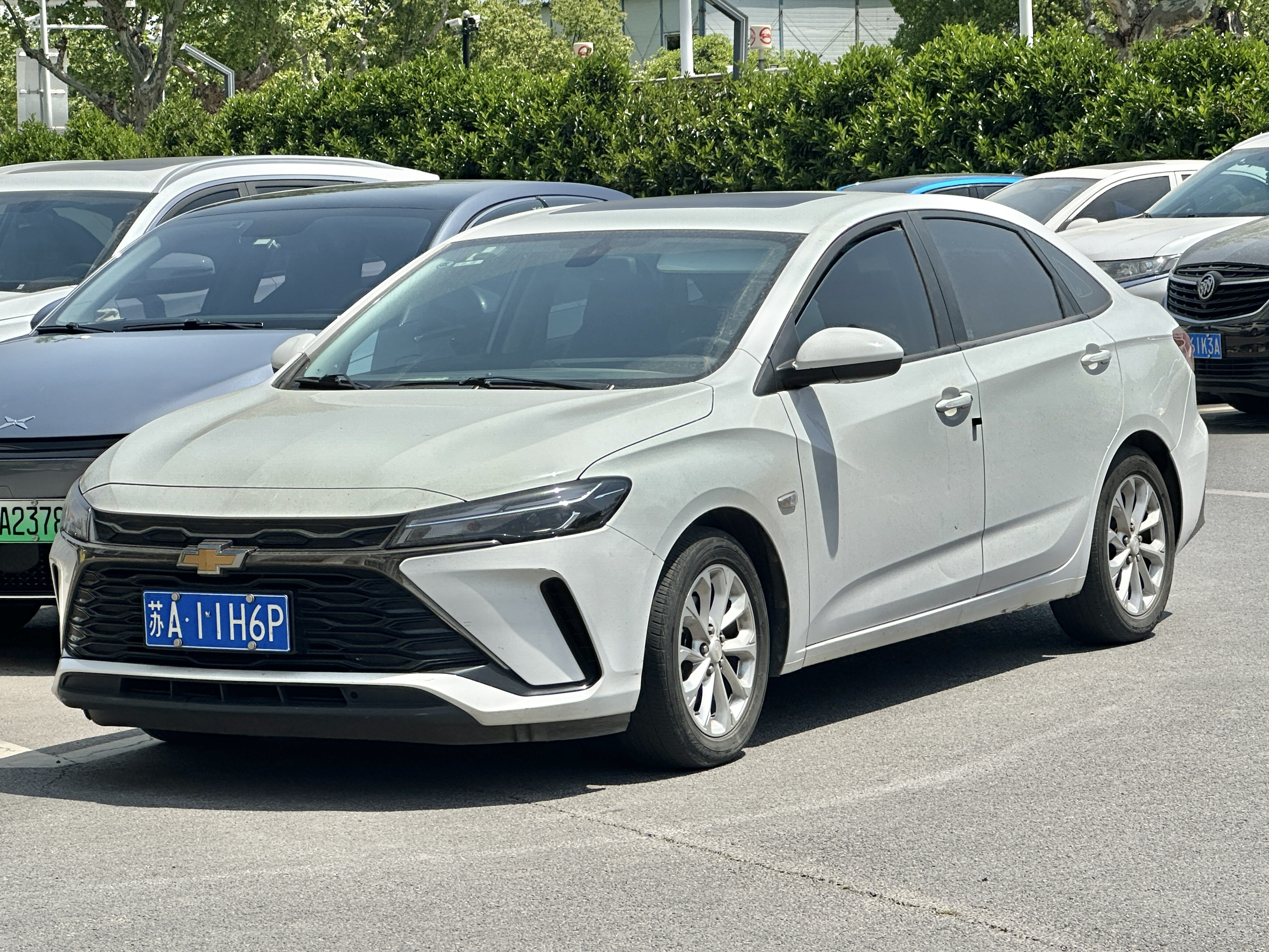
Chevrolet Onix de terceira geração

Chevrolet Onix é um automóvel hatchback, sedan e notchback do segmento B ("compacto" no Brasil), produzido pela Chevrolet; desenvolvido e fabricado pela General Motors do Brasil. Em 2013, foi apresentado no salão de São Paulo, sendo uma das atrações da Chevrolet. Lançado com a missão de substituir o Celta, (posteriormente substituiu o Chevrolet Sonic e o Chevrolet Agile) o Onix é baseado na arquitetura global de veículos pequenos da General Motors, GSV, GAMMA II ou GEM.
A nova geração do modelo alcançou 500 mil unidades produzidas na fábrica de Gravataí, Rio Grande do Sul, tendo acumulado mais de 2,2 milhões de unidades – somando todas as gerações, derivações e versões do Onix feitas desde 2012 – ou aproximadamente 80% do volume global acumulado.

## Posicionamento no Mercado
É vendido nas versões 1.0, LT 1.0, LTZ e Premier 1.0 turbo com Câmbio Manual e Automático.
Possui como principais  concorrentes no mercado brasileiro o Volkswagen Polo, o Fiat Argo, o Ford Ka e o Hyundai HB20.
Em 2015, trouxe inovações na central multimídia para manter o condutor mais conectado ao carro, adiciona controles de áudio no volante, volante revestido em couro na versão com câmbio automático, para-choques e maçanetas na cor do veículo a partir da versão LT. Também alcança o posto de veiculo com a menor desvalorização no mercado e com o melhor valor de revenda. Em 2016 recebeu um facelift, ganhando uma nova frente, sistema OnStar e a 2ª geração do sistema MyLink. Em 2017, a motorização foi atualizada visando a economia de combustível.
Em 2018, o veículo ganha o câmbio Automático de 6 velocidades.
É o primeiro carro do segmento com wi-fi embarcado e outras tecnologias de categorias superiores como Easy Park, Side Blind Zone Alert, lanterna LED, ar condicionado eletrônico, sistema MyLink, carregador wireless e OnStar para manter o condutor mais conectado ao carro.

## Controvérsias e histórico derecalls
- Em 2017, o modelo da 1.ª geração zerou a avaliação de segurança para adultos do Latin NCAP, devido a deficiências estruturais que expunham os passageiros a danos físicos em impactos laterais. Por isso, a Associação de Defesa do Consumidor (PROTESTE) solicitou sua retirada do mercado.[7][8] Vale ressaltar, no entanto, que a fabricante equipou de série os modelos da segunda geração com seis airbags, cinto de três pontas e encosto de cabeça para todos os ocupantes, isofix e controle de estabilidade e tração, mecanismos de segurança que melhoraram significativamente seu desempenho no teste de impacto. Em 2019, o modelo recebeu nota máxima na avaliação do Latin NCAP.[9][10]
- Em novembro de 2019, as vendas do recém-lançado Onix Plus, equipado com o novo motor turbo de três cilindros foram suspensas após o incêndio de uma unidade no Maranhão.[11]  O defeito envolvia a quebra de bloco de cilindros, promovendo o derramamento do óleo lubrificante em partes quentes do motor.[12] Dias depois, a fabricante anunciou um recall para correções no módulo de controle do motor, envolvendo cerca de 19 mil unidades.[12] No entanto, os donos desses veículos relataram perda de potência e desempenho após o recall.[13]

## Joy
A partir de 2019 com estreia da segunda geração do carro a primeira passou a ser vendido sob nova designação, abandonando o nome Onix e se chamando apenas Chevrolet Joy com motor 1.0 aspirado. O mesmo vale para o sedan, o antigo prisma que agora se chama Joy Plus. Em 2021, deixou de ser comercializado no Brasil, apesar da produção ter seguido na fábrica de São Caetano do Sul para exportação até outubro de 2022, quando passou a ser produzido na Colômbia para abrir espaço para a nova Montana.